# Kirche Apelern

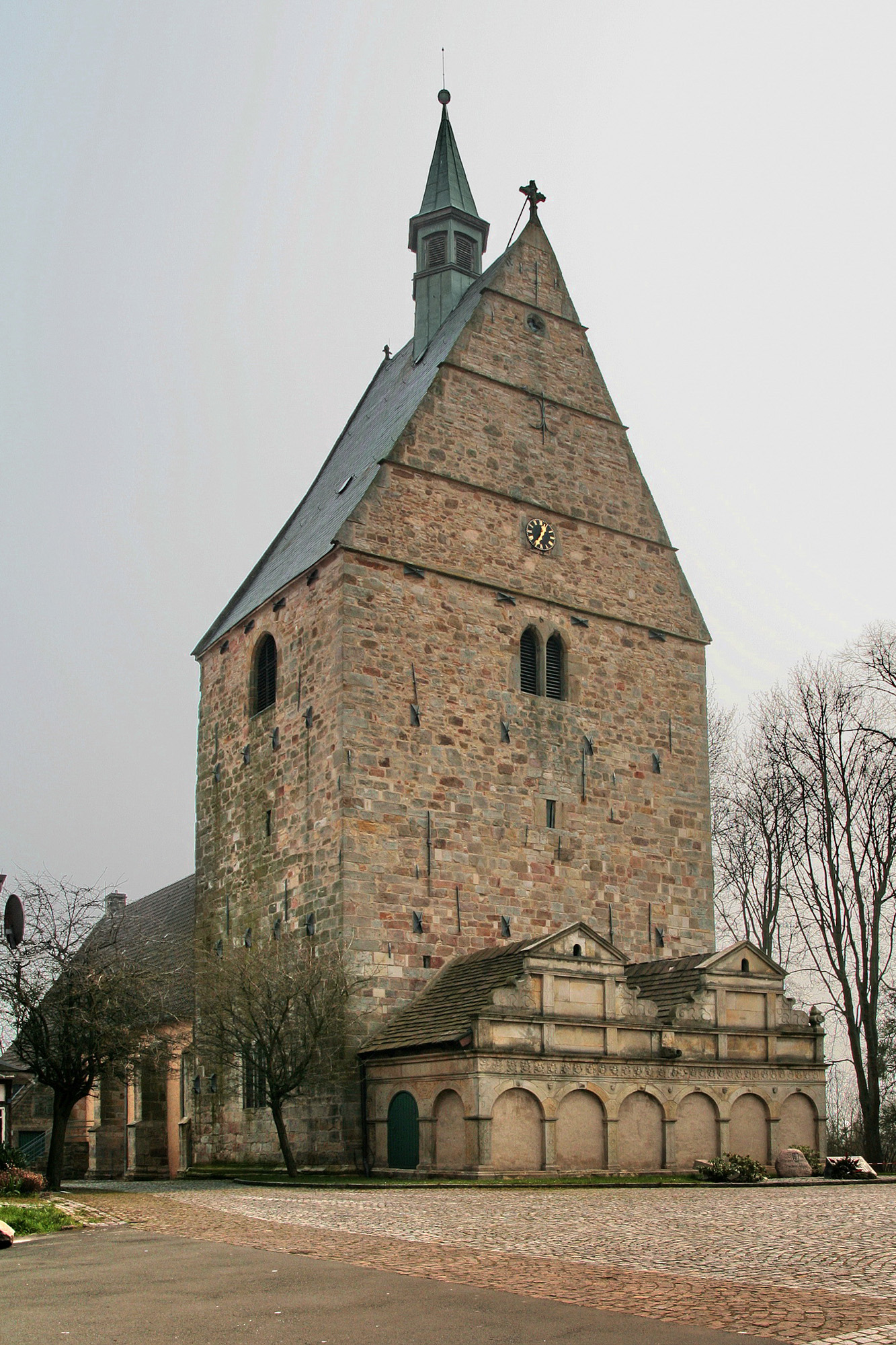
Kirche in Apelern

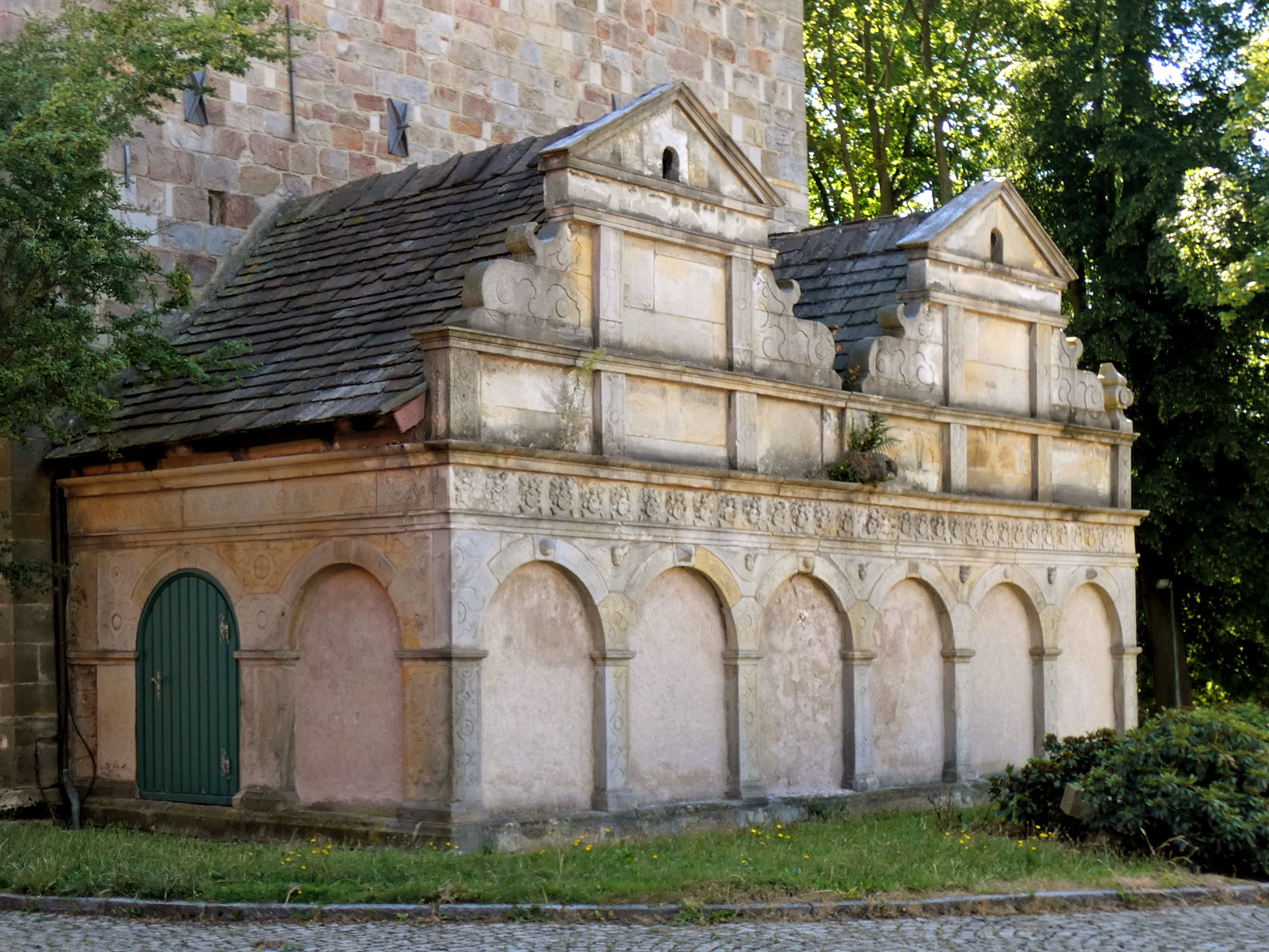
Mausoleum der Familie von Münchhausen

Die evangelische Kirche Apelern ist ein denkmalgeschützter Sakralbau in Apelern.

## Geschichte
Apelern war im frühen Mittelalter Archidiakonatssitz des Bistums Minden für den gesamten Bukkigau. Die zweischiffige, dreijochige gotische Hallenkirche geht auf einen romanischen Bau von 1162 zurück, der über die Jahrhunderte umgebaut und erweitert wurde. Der Turm aus dem 13. Jahrhundert wirkt in seiner Massigkeit wie ein Wehrturm. Er gehört in der Grundanlage zu den ältesten Teilen der Kirche. In gotischer Zeit wurde das Kirchenschiff verlängert. Dabei wurden drei romanische Säulen so in die Mittelachse platziert, dass ein zweischiffiger Innenraum entstand, der heute noch erhalten ist. Zwei Würfelkapitelle auf Reliefsteinen des Chorbogens weisen für die Mitte des 12. Jahrhunderts typischen Palmettendekor auf.
Die um 1600 in Stil der Weserrenaissance westlich am Turm errichtete Begräbnisstätte der Familie von Münchhausen ist reich geschmückt mit frühbarocken Beschlagornamenten, Arkaturen und Wappen.

## Ausstattung
An der Süd- und Ostwand des Chores sind Reste der Wandmalereien aus dem 14. Jahrhundert. Das Ostfenster wurde bei einer Renovierung 1962/1963 freigelegt und mit einer zeitgenössischen Glasmalerei gefüllt. Die Kanzel entstand um 1600, der Taufstein 1579. Die Fenster im Kirchenschiff sind aus dem 16. Jahrhundert.

## Orgel
Die Orgel ist ein Werk der Orgelbauer Schmidt & Thiemann aus Hannover. Das Instrument hat 24 Register auf zwei Manualen und Pedal. Die Spiel- und Registertrakturen sind mechanisch.
| I Hauptwerk C–g3 |              |       |
| 1.               | Bordun       | 16′   |
| 2.               | Prinzipal    | 8′    |
| 3.               | Spillpfeife  | 8′    |
| 4.               | Oktave       | 4′    |
| 5.               | Koppelflöte  | 4′    |
| 6.               | Nasat        | 2 ⁄3′ |
| 7.               | Oktave       | 2′    |
| 8.               | Mixtur IV-VI |       |
| 9.               | Trompete     | 8′    |

| II Brustwerk C–g3 |                 |       |
| 10.               | Holzgedackt     | 8′    |
| 11.               | Rohrflöte       | 4′    |
| 12.               | Gemshorn        | 2′    |
| 13.               | Sifflöte        | 1′    |
| 14.               | Sesquialtera II | 2 ⁄3′ |
| 15.               | Quinte          | 1 ⁄3′ |
| 16.               | Krummhorn       | 8′    |

| Pedalwerk C–g3 |           |     |
| 17.            | Subbaß    | 16′ |
| 18.            | Prinzipal | 8′  |
| 19.            | Gedackt   | 8′  |
| 20.            | Oktav     | 4′  |
| 21.            | Nachthorn | 2′  |
| 22.            | Mixtur IV |     |
| 23.            | Posaune   | 16′ |
| 24.            | Trompete  | 8′  |

- Koppeln: II/I, I/P, II/P

## Route Wege in die Romanik
Die Kirche in Apelern ist in dem Führer Wege in die Romanik ein Ziel der Route 11 – Klöster und Kirchen der Romanik entlang der Weser. Die Route führt von Hann. Münden an der Weser entlang, die sie bei Hessisch-Oldendorf in Richtung Apelern verlässt, und endet in Idensen. Sie hat neben Apelern zehn weitere romanische Kirchen als Ziel.